# Catherine Pine

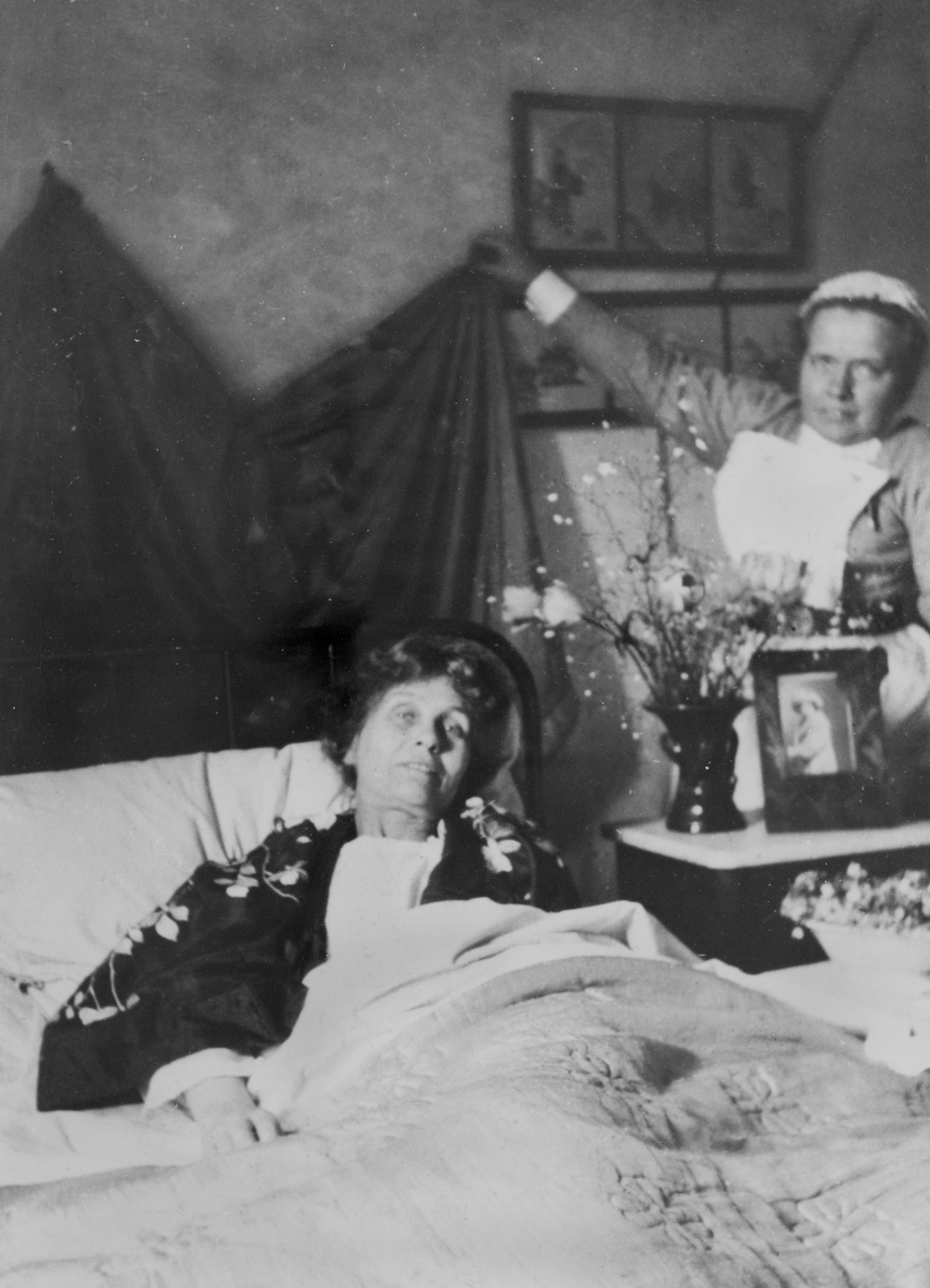
Catherine Pine bei der Pflege von Emmeline Pankhurst, 1913

Catherine Emily Pine (* 7. Mai 1864 in Maidstone, Kent; † 14. August 1941 in Rochester, Kent) war eine englisch-britische Krankenschwester und Suffragette. Pine pflegte Emmeline Pankhurst sowie deren Sohn Harry. Nachdem Ersten Weltkrieg reiste Pine mit Pankhurst und kehrte erst 1924 dauerhaft nach Großbritannien zurück.

## Leben
Pine war die Tochter von Robert Pine, einem Getreidehändler, und dessen Ehefrau Anne Bret. Sie absolvierte eine Ausbildung zur Krankenschwester und besuchte eine Pflegeschule. Zwischen 1895 und 1897 wurde sie am St Bartholomew’s Hospital zur Krankenschwester ausgebildet. Nach erfolgreichem Abschluss blieb sie dort tätig und wurde im Jahr 1900 zur Stationsschwester befördert. Das Krankenhauspersonal beschrieb sie als „pünktlich, sehr freundlich und aufmerksam, äußerst geduldig und ausgeglichen“.
Im Jahr 1907 eröffnete Pine gemeinsam mit Gertrude Townend ein Pflegeheim in den Pembridge Gardens im Londoner Stadtteil Notting Hill. Dort wurden unter anderem Suffragetten medizinisch versorgt, die nach Hungerstreiks und Zwangsernährung im Gefängnis entlassen worden waren. Eine der Patientinnen war Emmeline Pankhurst, die bald eine enge Freundschaft zu Pine entwickelte und sie als kompetente Pflegekraft schätzte. Pine kümmerte sich auch um Pankhursts Sohn Harry, der an einer Blasenentzündung litt und 1910 an Poliomyelitis verstarb.
Bei der von den Suffragetten boykottierten Volkszählung von 1911 vermerkte Pine die Namen ihrer Patientinnen und schrieb quer über das Formular: „Obige Namen auf Wunsch. Für den Rest: Keine Stimme, keine Angaben.“
1912 unterstützten Pine und Townend Christabel Pankhurst bei der Flucht vor einer drohenden Verhaftung, indem sie ihr eine Krankenschwesteruniform und Zugang zu einem befreundeten Haushalt verschafften.
Ab 1917 arbeitete Pine im Hause der Familie Pankhurst in Tower Cressy, Campden Hill, Kensington. Sie stand jedoch den dort den Kindern gegenüber praktizierten Montessori-Lehrmethoden von Jenny Kenney kritisch gegenüber. Anfang 1919 begleitete Pine die Pankhursts nach Paris, wo Emmeline Pankhurst weiter für die Frauenwahlrechtsbewegung tätig war. Im September desselben Jahres reisten sie weiter in die Vereinigten Staaten und nach Kanada. Da Emmeline häufig unterwegs war, übernahm Pine die Betreuung der Kinder.
1923 kehrte Pine nach England zurück und nahm eine Stelle am Cottage Hospital in Herne Bay, Kent, an. Im Juli 1928 nahm sie an der Beerdigung von Emmeline Pankhurst teil.
Für ihr Engagement war Pine sie mit einer Suffragetten-Medaille ausgezeichnet, die sie der Geschichtsabteilung des British College of Nurses vermachte, die 1926 von Ethel Gordon Fenwick gegründet worden, einer ehemaligen Oberschwester des St Bartholomew’s Hospital, an dem Pine ausgebildet worden war. Auf Umwegen gelangte die Medaille später an eine Forscherin.
Catherine Pine erlitt einen Schlaganfall und verstarb im Jahr 1941. Pines Bibliothek sowie persönliche Erinnerungsstücke wurden dem Museum of London übergeben.